# Nikolai Alho
Nikolai Aleksanteri Alho, född 12 mars 1993 i Helsingfors, är en finländsk fotbollsspelare som spelar för Asteras Tripolis. Han representerar även det finländska landslaget.

## Karriär
I januari 2022 värvades Alho av grekiska Volos. Den 17 juni 2024 skrev han på ett tvåårskontrakt med ligakonkurrenten Asteras Tripolis.